# Grandfather
Grandfather és una població dels Estats Units a l'estat de Carolina del Nord. Segons el cens del 2000 tenia 73 habitants.

## Demografia
Segons el cens del 2000, Grandfather tenia 73 habitants, 32 habitatges i 24 famílies. La densitat de població era de 18,8 habitants per km².
Dels 32 habitatges en un 25% hi vivien nens de menys de 18 anys, en un 71,9% hi vivien parelles casades, en un 6,3% dones solteres, i en un 21,9% no eren unitats familiars. En el 21,9% dels habitatges hi vivien persones soles el 9,4% de les quals corresponia a persones de 65 anys o més que vivien soles. El nombre mitjà de persones vivint en cada habitatge era de 2,28 i el nombre mitjà de persones que vivien en cada família era de 2,6.
Per edats la població es repartia de la següent manera: un 21,9% tenia menys de 18 anys, un 1,4% entre 18 i 24, un 9,6% entre 25 i 44, un 37% de 45 a 60 i un 30,1% 65 anys o més.
L'edat mediana era de 53 anys. Per cada 100 dones de 18 o més anys hi havia 78,1 homes.
La renda mediana per habitatge era de 53.125 $ i la renda mediana per família de 115.385 $. Els homes tenien una renda mediana de 5.625 $ mentre que les dones 29.583 $. La renda per capita de la població era de 44.706 $. Entorn del 7,7% de les famílies i el 14,6% de la població estaven per davall del llindar de pobresa.

## Poblacions més properes
El següent diagrama mostra les poblacions més properes.